# Stutesjön
Stutesjön är en sjö i Vänersborgs kommun i Dalsland och ingår i Göta älvs huvudavrinningsområde.